# Ленні Пінтор
Ленні Пінтор (фр. Lenny Pintor, нар. 5 серпня 2000, Сарсель) — французький футболіст мартиніканського походження, нападник австрійського клубу ЛАСК (Лінц).

## Клубна кар'єра
Народився 5 серпня 2000 року в місті Сарсель. Вихованець футбольної школи клубу «Бастія», втім за першу команду так і не зіграв, обмежившись виступами за дубль.
22 серпня 2017 року підписав свій перший професійний контракт з клубом «Брест». 15 грудня дебютував у французькій Лізі 2 в матчі проти клубу «Кевії».
31 серпня 2018 року, в останній день літнього трансферного вікна, Пінтор перейшов в клуб французької Ліги 1 «Ліон», підписавши з ліонською командою п'ятирічний контракт. «Брест» отримав за трансфер 5 млн євро, ще 4 млн клуб може отримати від різноманітних бонусів, а також відсоток від майбутньої перепродажу гравця. Но вій команді спочатку грав за молодіжну та дублюючу команду, де забив у своєму дебютному матчі у Юнацькій лізі УЄФА у ворота юнаків «Манчестер Сіті». Пізніше забив у другому матчі Юнацької ліги УЄФА проти однолітків донецького «Шахтаря». 
19 жовтня 2018 року дебютував в основному складі «Ліона» в матчі Ліги 1 проти «Німа», вийшовши на заміну Мемфіса Депая в кінцівці зустрічі.
13 серпня 2019 перейшов на правах річної оренди до клубу Ліги 2 «Труа».
4 серпня 2022 року приєднався до складу «Сент-Етьєна», підписавши з клубом дворічний контракт.

## Виступи за збірні
2017 року дебютував у складі юнацької збірної Франції, взяв участь у 9 іграх на юнацькому рівні, відзначившись 3 забитими голами. З командою до 17 років у 2017 році був учасником юнацького чемпіонату світу, забивши у ворота юнацької збірної Іспанії (1:2) 17 жовтня 2017 року.
2019 року з командою до 20 років поїхав на молодіжний чемпіонат світу.